# Vindblæs Sogn (Vesthimmerlands Kommune)
 For alternative betydninger, se Vindblæs Sogn. (Se også artikler, som begynder med Vindblæs Sogn)
Vindblæs Sogn er et sogn i Vesthimmerlands Provsti (Viborg Stift).
I 1800-tallet var Vindblæs Sogn anneks til Vilsted Sogn. Begge sogne hørte til Slet Herred i Aalborg Amt. Vilsted-Vindblæs sognekommune blev ved kommunalreformen i 1970 indlemmet i Løgstør Kommune, der ved strukturreformen i 2007 indgik i Vesthimmerlands Kommune. 
I Vindblæs Sogn findes Vindblæs Kirke.
I sognet findes følgende autoriserede stednavne:
- Engelstrup (bebyggelse, ejerlav)
- Skovbakke (areal)
- Tinghøj (areal)
- Trædemark (bebyggelse)
- Vindblæs (bebyggelse, ejerlav)